# Agrotis radians
Agrotis radians är en fjärilsart som beskrevs av Achille Guenée 1852. Agrotis radians ingår i släktet Agrotis och familjen nattflyn. Inga underarter finns listade i Catalogue of Life.

## Bildgalleri

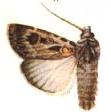
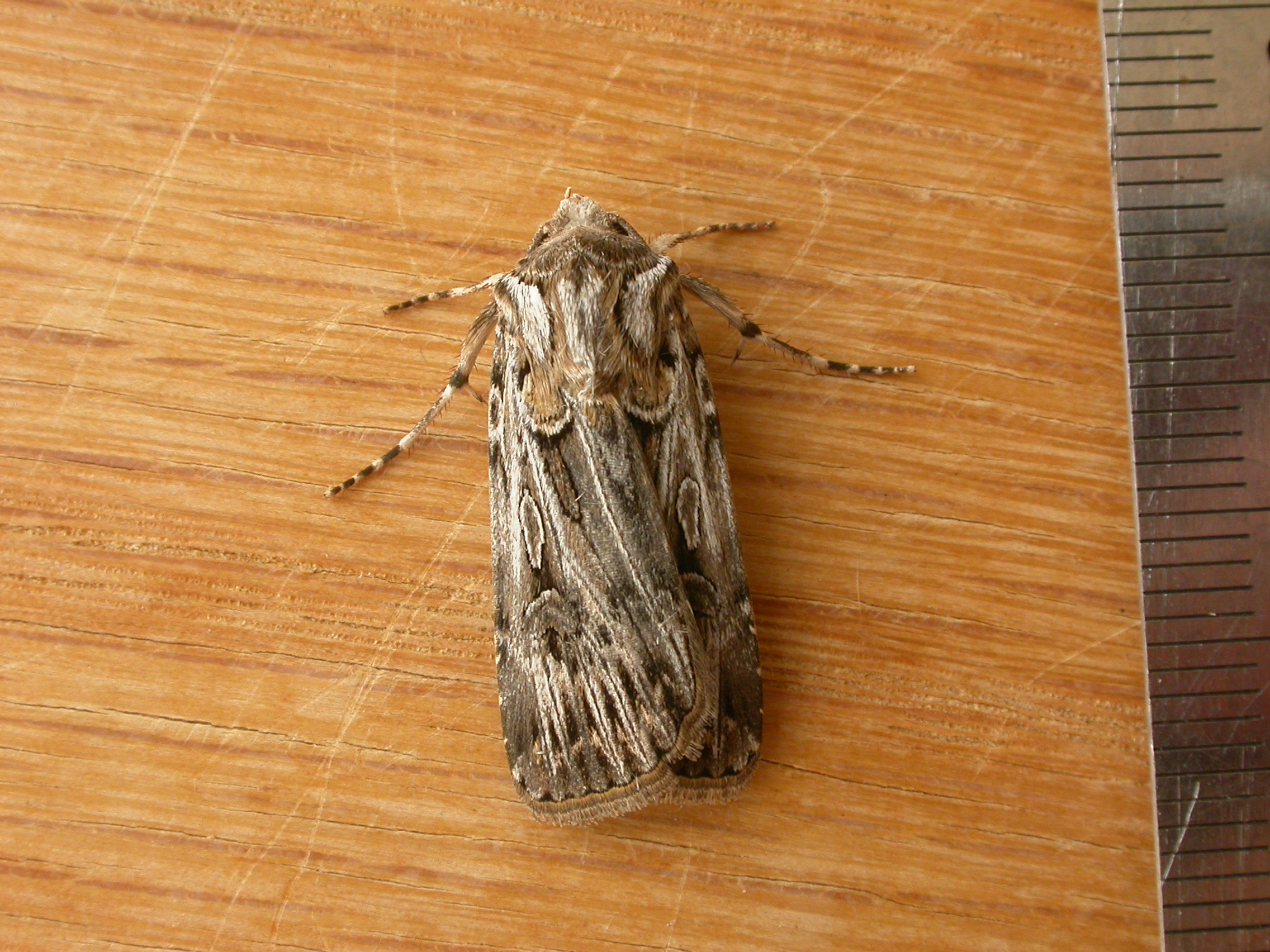